# ケンペーくん
『ケンペーくん』は、睦月影郎（ならやたかし名義）による日本の漫画作品。

## 概要
第二次世界大戦時に東京憲兵隊に所属していた旧帝国陸軍憲兵、南部十四郎憲兵大尉が、乱れた世相を憂えた政界の実力者の手でケンペーくんとして現代によみがえり、堕落した若者を軍刀で斬殺したり、不埒な輩共を十四年式拳銃で射殺したり、迷惑を撒き散らす暴走族を機関銃の掃射で殲滅するなどという過激な道徳的ミリタリー漫画だが、極端な愛国・国粋主義ながら不思議な爽快感があると評判になった。最初は自費出版だったものが後に商業ベースで再刊され、ついには文庫版（幻冬舎）にまでなり、2007年5月には「増強新装版」として既存の単行本未収録話等を入れ大幅な増項を伴いつつ復刊された。
作者の自伝的エッセイ『ケンペーくんの鬼畜天誅記』ISBN 4584182892 も刊行されている。
2005年（平成17年）、イカロス出版発行の季刊ミリタリー雑誌『ミリタリークラシックス』内で再開された。
他の睦月作品に登場したこともあり、2016年に双葉文庫から発行された『誰と見る青い月』に登場している。

## 登場人物
南部十四郎（なんぶじゅうしろう）
本作の主人公。
旧帝国陸軍憲兵大尉。
姓名は戦前中の日本軍制式拳銃であった十四年式拳銃から（なお、十四年式拳銃の正式名称には「南部」の冠は付かない）。
1910年1月2日生まれのB型、妻と娘1人を持つ既婚の35歳。柔道5段、剣道6段、銃剣道6段、居合道（夢想神伝流居合術）免許皆伝で、競争率3000倍の陸軍憲兵学校を首席で卒業したまさに文武両道の軍人（史実でも憲兵は、高給であったこともあって人気も非常に高く、かつ軍法・刑法・行政法・訴訟法その他の各国内法及び国際法、社会学や法医学、さらにはマルクス経済学や多様な語学等の諸学、そして各種の武道及び捕縄術等を修得しなくてはならず、陸軍憲兵学校への入校・卒業は極めて難関であった）。
1945年8月15日の終戦の日、自決しようと切腹を試みるものの妻に咎められ、戦後まもなくは闇市の路上にて妻の夢であった喫茶店を営んでいたが、その妻と幼い娘を進駐軍の米英兵に強姦・殺害され、その米英兵を5人まとめて斬殺するものの、駆けつけた進駐軍の憲兵(MP)に射殺され、同年9月死亡する。南部大尉の極端で過激な反米英思想はこの経験に由来する。
それから約40年を経た1987年、現状の日本の乱れた世相に憂えた時の下曽根首相の手によって、国会議事堂地下降霊室にて降霊され、以降は日本政府公認のもと、日本ひいては世界の世直しを行うために過激に活躍することとなる。
憲兵腕章着用の将校軍衣に戦斗帽（せんとうぼう）や将校長靴（ちょうか）、腰には軍刀と拳銃盒（ホルスター）に納められた十四年式拳銃を着用装備佩用と、まさに戦中の帝国陸軍軍人の恰好そのままでいる（史実と比較してみた場合、憲兵将校は憲兵腕章を着用せず、両襟の旭日型の憲兵徽章と右胸の山型兵科章とは一緒に佩用されない、あるいは刀帯と胴締めが混同されているなど、種々の考証間違いも見受けられる。なおこの件に関しては、作者自身も後に「勉強不足であった」と発言している）。
作中では地上3階地下1階の八紘一宇ビルヂングを後述の兵器武器類の格納庫兼武器庫兼基地兼司令部兼住居として、同時にビル内にて先述の亡き妻の夢を叶えるためか、喫茶店「純喫茶八紘一宇」を営んでいる。
四式戦疾風（ハヤテ）・一式戦隼（ハヤブサ）・三式戦飛燕（ヒエン）・カ号観測機、九七式中戦車（チハ）・四式中戦車（チト）・三式砲戦車（ホニ）、くろがね四起・九七式側車付自動二輪車（陸王）といった旧帝国陸軍の往年の名兵器類の数々を保有し、時に爆装武装のうえそれらに搭乗し、世間にはびこる数々の悪漢どもに制裁を下すべく活動している。
ややロリコンの気がある（本人は「断じてロリコンではない」と主張している）。

## 刊行歴
- ラ・テール出版局、1995年1月。ISBN 4947681012
- ジャパン・ミックス、1996年6月。ISBN 4883212440
- 幻冬舎アウトロー文庫、1999年12月。ISBN 4877288201
- ブッキング、2007年5月。ISBN 9784835443089